# Journey's End (The Enid)
Journey’s End is de titel van twee studioalbums van The Enid. Beide bevatten opnamen die zijn gemaakt in de eigen The Lodge geluidsstudio gedurende de jaren 2007 tot en met 2010.   

## Journey's End

### Musici
- Max Read – zang
- Jason Ducker – gitaars
- Nick Willes – basgitaar, pauken en percussie
- Robert John Godfrey – toetsinstrumenten
- Dave Storey – slagwerk, percussie

### Muziek
| Nr. | Titel                                         | Duur  |
| --- | --------------------------------------------- | ----- |
| 1.  | Terra Firma (Read, Godfrey, Ducker, Storey)   | 7:17  |
| 2.  | Terra Nova (Ducker, Godfrey, Read)            | 5:29  |
| 3.  | Space surfing (Read, Godfrey, Ducker, Storey) | 6:16  |
| 4.  | Malacandra (Godfrey, Read, Ducker, Storey)    | 12:38 |
| 5.  | Shiva (Godfrey, Read, Ducker, Storey)         | 7:56  |
| 6.  | The art of melody, Journey’s end (Godfrey)    | 5:20  |

In 2012 volgde een heruitgave met twee extra tracks: Here comes summer (10:00) en Something different this way comes (10:23)

## Journey’s End – Orchestrations
Journey's End - Orchestrations is een studioalbum van The Enid. Het is echter maar een gedeelte van The Enid, dat hier speelde. Alleen de leider van de band Godfrey en zanger Read waren tijdens de opnamen aanwezig. Het album werd eerst uitgegeven door de fanclub Enidi. 

### Musici
- Robert John Godfrey – toetsinstrumenten
- Max Read - zang

### Muziek
| Nr. | Titel                                      | Duur  |
| --- | ------------------------------------------ | ----- |
| 1.  | Malacandra (Godfrey, Read, Ducker, Storey) | 13:55 |
| 2.  | Shiva (Godfrey, Read, Ducker, Storey)      | 7:59  |
| 3.  | The art of melody (Godfrey)                | 5:26  |